# El Caño
El Caño è un comune (corregimiento) della Repubblica di Panama situato nel distretto di Natá, provincia di Coclé. Si estende su una superficie di 86 km² e conta una popolazione di 3.351 abitanti (censimento 2010).